# سوارکاری در المپیک تابستانی ۲۰۲۴
سوارکاری یکی از ورزش‌های المپیک تابستانی ۲۰۲۴ است که از ۲۷ ژوئیه تا ۶ اوت برگزار شده است.
این مسابقات در سه بخش درساژ، پرش و اونتینگ انجام شده.

## تقویم مسابقات
همه زمان‌ها براساس ساعت تابستانی اروپای مرکزی (یوتی‌سی ۲:۰۰+)
| روز    | تاریخ    | شروع  | پایان | رویداد          | مرحله                     |
| ------ | -------- | ----- | ----- | --------------- | ------------------------- |
| Day 1  | 27 July  | ۰۹:۳۰ | ۱۸:۳۰ | اونتینگ انفرادی | درساژ                     |
| Day 1  | 27 July  | ۰۹:۳۰ | ۱۸:۳۰ | اونتینگ تیمی    | درساژ                     |
| Day 2  | 28 July  | ۱۰:۳۰ | ۱۵:۰۰ | اونتینگ انفرادی | کراس کانتری               |
| Day 2  | 28 July  | ۱۰:۳۰ | ۱۵:۰۰ | اونتینگ تیمی    | کراس کانتری               |
| Day 3  | 29 July  | ۱۱:۰۰ | ۱۳:۳۰ | اونتینگ تیمی    | پرش                       |
| Day 3  | 29 July  | ۱۵:۰۰ | ۱۶:۰۰ | اونتینگ انفرادی | پرش                       |
| Day 4  | 30 July  | ۱۱:۰۰ | ۱۶:۳۰ | درساژ انفرادی   | Dressage Grand Prix Day 1 |
| Day 4  | 30 July  | ۱۱:۰۰ | ۱۶:۳۰ | درساژ تیمی      | Dressage Grand Prix Day 1 |
| Day 5  | 31 July  | ۱۰:۰۰ | ۱۵:۳۰ | درساژ انفرادی   | Dressage Grand Prix Day 2 |
| Day 5  | 31 July  | ۱۰:۰۰ | ۱۵:۳۰ | درساژ تیمی      | Dressage Grand Prix Day 2 |
| Day 6  | 1 August | ۱۱:۰۰ | ۱۴:۰۰ | پرش تیمی        | مقدماتی                   |
| Day 7  | 2 August | ۱۴:۰۰ | ۱۶:۰۰ | پرش تیمی        | فینال                     |
| Day 8  | 3 August | ۱۰:۰۰ | ۱۵:۳۰ | درساژ تیمی      | Grand Prix Special        |
| Day 9  | 4 August | ۱۰:۰۰ | ۱۴:۰۰ | درساژ انفرادی   | Grand Prix Freestyle      |
| Day 10 | 5 August | ۱۴:۰۰ | ۱۸:۰۰ | پرش انفرادی     | مقدماتی                   |
| Day 11 | 6 August | ۱۰:۰۰ | ۱۲:۰۰ | پرش انفرادی     | فینال                     |

## نتایج

### جدول مدال‌ها
*   کشور میزبان (فرانسه)
| رتبه          | NOC                 | طلا | نقره | برنز | مجموع |
| ------------- | ------------------- | --- | ---- | ---- | ----- |
| ۱             | آلمان               | ۴   | ۱    | ۰    | ۵     |
| ۲             | بریتانیای کبیر      | ۲   | ۰    | ۳    | ۵     |
| ۳             | فرانسه*             | ۰   | ۱    | ۱    | ۲     |
| ۴             | استرالیا            | ۰   | ۱    | ۰    | ۱     |
| ۴             | ایالات متحده آمریکا | ۰   | ۱    | ۰    | ۱     |
| ۴             | دانمارک             | ۰   | ۱    | ۰    | ۱     |
| ۴             | سوئیس               | ۰   | ۱    | ۰    | ۱     |
| ۸             | هلند                | ۰   | ۰    | ۱    | ۱     |
| ۸             | ژاپن                | ۰   | ۰    | ۱    | ۱     |
| مجموع (۹ NOC) | مجموع (۹ NOC)       | ۶   | ۶    | ۶    | ۱۸    |

### مدال‌آوران
| بازی‌ها          | طلا | نقره | برنز |  |  |  |
| درساژ انفرادی   | جسیکا فون بردو-ورندل · آلمان · سوار بر TSF Dalera BB                                                                     | ایزابل ورت · آلمان · سوار بر Wendy                                                                                              | شارلوت فرای · بریتانیای کبیر · سوار بر Glamourdale |  |  |  |
| درساژ تیمی      | آلمان · فردریک واندرس · سوار برBluetooth Old · ایزابل ورت · سوار بر Wendy · جسیکا فون بردو-ورندل · سوار بر TSF Dalera BB | دانمارک · دنیل بکمن اندرسن · سوار بر Vayron · نانا مرالد راسموسن · سوار بر Zepter · کاترین دوفور · سوار بر Freestyle            | بریتانیای کبیر · بکی مودی · سوار بر Jagerbomb · کارل هستر · سوار بر Fame · شارلوت فرای · سوار بر Glamourdale                                                            |  |  |  |
|                 | | | |  |  |  |
| اونتینگ انفرادی | میشائیل یون · سوار بر Chipmunk Frh · آلمان                                                                               | کریس برتون · سوار برShadow Man · استرالیا                                                                                       | لورا کالت · سوار بر London 52 · بریتانیای کبیر |  |  |  |
| اونتینگ تیمی    | بریتانیای کبیر · رز کنتر · سوار بر Lordships Graffalo · تام مک‌ایون · سوار بر JD Dublin · لورا کالت · سوار بر London 52   | فرانسه · نیکلا توزن · سوار بر Diabolo Menthe · کریم لاگوا · سوار بر Triton Fontaine · استفان لاندوا · سوار بر Chaman Dumontceau | ژاپن · توشیوکی تاناکا · سوار بر Jefferson · کازوما توموتو · سوار بر Vinci De La Vigne · یوشیاکی اویوا · سوار بر Mgh Grafton Street · ریوزو کیتاجیما · سوار بر Cekatinka |  |  |  |
|                 | | | |  |  |  |
| پرش انفرادی     | کریستیان کوکوک · سوار بر Checker 47 · آلمان                                                                              | استیو گوردات · سوار بر Dynamix de Belheme · سوئیس                                                                               | مایکل ون در ولوتن · سوار بر Beauville Z · هلند |  |  |  |
| پرش تیمی        | بریتانیای کبیر · بن مار · سوار بر Dallas Vegas Batilly · هری چارلز · سوار بر Romeo 88 · اسکات براش · سوار بر Jefferson   | ایالات متحده آمریکا · لارا کراوت · سوار بر Baloutinue · کارل کوک · سوار بر Caracole de la Roque · مک‌لین وارد · سوار بر Ilex     | فرانسه · سیمو دولستر · سوار بر I.Alemusina R 51 · الیویه پرو · سوار بر Dorai D'Aiguilly · ژولین اپایار · سوار بر Dubai du Cèdre                                         |  |  |  |

## کشورهای شرکت‌کننده
- آرژانتین (۱)
- استرالیا (۹)
- اتریش (۸)
- بلژیک (۹)
- برزیل (۹)
- کانادا (۹)
- شیلی (۱)
- چین (۲)
- کلمبیا (۱)
- جمهوری چک (۲)
- دانمارک (۳)
- جمهوری دومینیکن (۱)
- اکوادور (۱)
- مصر (۱)
- استونی (۱)
- فنلاند (۵)
- فرانسه (۹)
- آلمان (۹)
- بریتانیای کبیر (۹)
- یونان (۱)
- مجارستان (۱)
- هند (۱)
- ایرلند (۷)
- اسرائیل (۳)
- ایتالیا (۳)
- ژاپن (۶)
- کره جنوبی (۱)
- لتونی (۱)
- لیتوانی (۲)
- لوکزامبورگ (۲)
- مولداوی (۱)
- مکزیک (۳)
- مراکش (۱)
- هلند (۹)
- نروژ (۲)
- نیوزیلند (۲)
- لهستان (۹)
- پرتغال (۵)
- عربستان سعودی (۳)
- سنگاپور (۱)
- آفریقای جنوبی (۱)
- اسپانیا (۸)
- سوئد (۹)
- سوئیس (۶)
- سوریه (۱)
- تایلند (۱)
- امارات متحده عربی (۳)
- ایالات متحده آمریکا (۹)
- ونزوئلا (۱)